# Halashi, Khanapur
Halashi là một làng thuộc tehsil Khanapur, huyện Belgaum, bang Karnataka, Ấn Độ.